# Juan Sastre y Riutort
Juan Sastre y Riutort CM (* 3. Mai 1883 in Santa Eugènia; † 23. März 1949 in San Pedro Sula, Honduras) war ein spanischer römisch-katholischer Ordensgeistlicher und Apostolischer Vikar von San Pedro Sula.

## Leben
Juan Sastre y Riutort trat der Ordensgemeinschaft der Lazaristen bei und empfing am 18. Dezember 1907 das Sakrament der Priesterweihe.
Am 15. April 1924 ernannte ihn Papst Pius XI. zum Titularbischof von Germaniciana und zum ersten Apostolischen Vikar von San Pedro Sula. Der Erzbischof von Tegucigalpa, 
Agustín Hombach CM, spendete ihm am 10. August desselben Jahres die Bischofsweihe; Mitkonsekratoren waren der Apostolische Vikar von Limón, Agustín Blessing Presinger CM, und der Apostolische Vikar von Britisch-Honduras, Joseph Aloysius Charles Murphy SJ.